# 福敬登
福 敬登（ふく ひろと、1992年6月16日 - ）は、兵庫県神戸市垂水区出身のプロ野球選手（投手）。左投左打。中日ドラゴンズ所属。

## 経歴

### プロ入り前
神戸市立小束山小学校で軟式野球を始め、神戸市立多聞東中学校では軟式野球部に所属していた。野球部の1年後輩には桜井俊貴がいる。
市立神戸西高校では県大会4回戦が最高成績だった。
高校卒業後はJR九州に入社。同社の野球部に所属し小倉駅の駅員を務めていた。野球では1年目から公式戦で登板機会を与えられ、5年目の2015年には速球が最速150km/hを計測するようになった。
2015年10月22日に行われたドラフト会議にて、中日ドラゴンズから4位指名を受け、契約金5000万円、年俸1000万円（金額は推定）という条件で入団した。入団の際には、同年に現役引退した山本昌から背番号34を継承することで注目された。

### 中日時代
2016年は、中日のルーキーで唯一開幕から一軍登録され、3月26日の阪神タイガース戦（京セラドーム大阪）で中継ぎとしてプロ初登板。5月7日の対読売ジャイアンツ戦（東京ドーム）では緊急降板したドリュー・ネイラーの後を投げ、4回2/3を1失点で初勝利を挙げた。
2017年は、左肩を痛めた影響で、一軍公式戦では5試合の登板に終わった。11月19日には、左肩の治療へ専念する目的で、支配下選手契約から育成契約へ移行。推定年俸は300万円減の1000万円となった。背番号も234へ変更したが、球団では福が支配下登録選手へ復帰するまで、34を空番として扱う方針を示した。
2018年は、春季キャンプ開始前日の1月31日付で、NPBから育成選手として公示された。6月5日の二軍戦で実戦復帰し、その後は二軍戦で登板を重ね、7月19日に支配下登録選手への復帰が球団から発表された。背番号は再度34となった。9月28日の対阪神戦（ナゴヤドーム）で、4回表二死満塁の場面で一軍復帰登板を果たしたが、制球が定まらず、福留孝介に対してストレートの四球で押し出しを与えた。結局一軍登板はこの1試合のみで、「復帰しても、ストライクが入らないピッチャーを雇うわけがない」と福は戦力外通告を覚悟していた。みやざきフェニックス・リーグの最終日に沖縄の秋季キャンプのメンバーに選ばれたことが分かるまで、通告に怯えていたという。秋季キャンプ後、推定年俸100万円減の900万円で契約を更改した。
2019年、3月のオープン戦で結果を残せず、二軍で開幕を迎えたが、5月3日に一軍登録された。6月20日のセ・パ交流戦、対埼玉西武ライオンズ戦（ナゴヤドーム）で西武打線を完全に抑え込んだことが自信につながり、この年のシーズン終盤にはセットアッパーを任されるようになった。最終的に、自己最多の52試合に登板して、18ホールド、防御率2.05と、チームでは貴重な中継ぎ左腕としてブルペンを支えた。契約更改では1600万円増の推定年俸2500万円でサインした。
2020年は、7回は祖父江大輔、8回は福、9回はライデル・マルティネスという救援陣による勝ちパターンが確立。9月6日時点で、6回終了時点でリードしていればほぼ負けなし（23勝2敗1分）であった。福自身も8月は一度も失点しない好投を披露。マルティネスが体幹コンディション不良により一軍登録を抹消となった後は、祖父江と交互にクローザーを務めるも、10月27日の阪神タイガース戦と10月31日の広島東洋カープ戦（ナゴヤドーム）では、登板した2試合連続で敗戦投手になるなど、終盤に打ち込まれる場面が目立つようになる。そのような背景もあり、セーブを記録した11月4日の横浜DeNAベイスターズ戦（ナゴヤドーム）では試合終了直後に涙を流したこともあった。
最終的に53試合に登板して、5勝5敗25ホールド2セーブ、防御率3.55の成績を記録し、チームメイトの祖父江、東京ヤクルトスワローズの清水昇と共に、自身初となる最優秀中継ぎ投手のタイトルを獲得した。オフに推定年俸4600万円（2100万円増）で契約更改。
2021年はキャリアハイとなる57試合に登板し、2勝2敗、20ホールド、防御率3.18の成績を残し、オフの11月16日に1600万円増の年俸6000万円で契約を更改した（金額は推定）。その直後の記者会見で、自身が登板して打たれた試合の後におびただしい数の殺害予告がSNSを通じて送られてくることを明かし、ファンへSNSマナーを訴えた。
2022年は9試合の登板で防御率11.57と結果を残せず、5月5日に二軍に降格。6月21日に一軍に復帰し、7月13日の東京ヤクルトスワローズ戦（バンテリンドーム ナゴヤ）で中継ぎ登板でシーズン初勝利を挙げた。同年は中継ぎで36試合に登板したものの、シーズン終盤の9月17日に体調不良を訴え、翌日登録抹消された。後に、福は8月頃から左足の違和感を感じるようになっていたことを明かしている。シーズン終了後の10月25日に国指定の難病である黄色靱帯骨化症を発症し手術を受けたことが発表された。11月6日に練習を再開したものの、球団は左の中継ぎが不足することを懸念し、砂田毅樹をトレードで獲得するまでに至った。
2023年は、5月4日に一軍に昇格、翌5日の読売ジャイアンツ戦（バンテリンドーム ナゴヤ）に1点ビハインドの場面で登板し1回1安打無失点に抑え、直後にチームが逆転、復帰後初勝利を挙げた。5月26日の対横浜DeNAベイスターズ戦（バンテリンドーム ナゴヤ）では1点リードの場面で登板し、佐野恵太と関根大気を連続で三振に仕留めてピンチを断つ。試合後のヒーローインタビュー中には自らお立ち台を降り、レフトスタンドに向かって福と同じ病気を患った三嶋一輝への感謝の言葉を述べた。20試合に登板していたものの、6月27日の対阪神戦で黄色靱帯骨化症の症状に近い左脚の違和感を覚えて途中降板し、翌28日に登録を抹消された。7月5日、二軍で実戦に復帰し、9月6日に一軍に復帰した。最終的に29試合に登板して1勝0敗12ホールド、防御率2.55という成績でシーズンを終え、オフに700万円減の推定年俸4300万円で契約を更改した。
2024年は13試合の登板にとどまり、6年ぶりにホールドポイントを記録できなかった。オフに1000万円減の推定年俸3300万円で契約を更改した。
2025年は5月21日に一軍昇格。翌22日に同年初登板を果たすと、6月11日の東北楽天ゴールデンイーグルス戦（楽天モバイルパーク）にて自身2年ぶりにホールドポイントを記録した。

## 人物
骨太の体格で、がに股気味の投球フォームが山本昌に似ていることから、JR九州への入社当初のニックネームは山本と同じく「マサ」だった。2020年頃からは自身と祖父江大輔、ライデル・マルティネスのリリーフトリオで構成する勝利の方程式が、ファンや選手からそれぞれの名前の一部を合わせて「大福丸」と呼ばれている。
中日への入団会見では、「長年レジェンドとして活躍した山本昌さんの背番号（34）を引き継ぐのは責任が重いけど、マイナスに考えず“やってやるぞ”という気持ち。“無理です”と言うようじゃプロでは通用しない」という表現で、左投手として「山本の後継者」と呼ばれるのにふさわしいほど活躍することを誓った。その一方で、「（JR九州に駅員として勤務する）普段のように案内してください」というリクエストを報道陣から投げ掛けられると、背番号を織り込みながら「博多方面、特急列車ご利用のお客様にご連絡します。特急ソニック34号ご利用のお客様は4番乗り場にお越しください」というマイクパフォーマンスで会見場内の爆笑を誘った。
当初「プロ野球選手は他人に頼ってはいけない」「自分で研究して、発見して、スタイルを築くもの」という考えを持っていたが、左肩の怪我での育成契約移行や復帰後の不甲斐ない登板内容で戦力外通告を覚悟した経験から、「もうなりふり構わず、何でも聞こうと思いました」と、2018年オフからは一軍投手コーチの阿波野秀幸に毎日のように会話を交わすようになった。その結果、後述の投球フォームを身に着けている。
2019年3月5日に一般女性との結婚を発表し、2020年6月22日に第一子となる女児が誕生した。
同時期に黄色靱帯骨化症を患った三嶋一輝とは、当時チームメイトであった福谷浩司を通じて連絡を取り合うようになった。福は、「メニューは全部教えてくれた。手術が三嶋さんの2か月後だったので、三嶋さんを追っかけていればこうなるって道筋が見えた。マネするような。そのおかげで僕は復帰できている」と三嶋への感謝を口にしている。前述のヒーローインタビューで三嶋への感謝を口にした真意については、三嶋自身の本拠地復帰戦（2023年4月9日中日戦、横浜スタジアム）で三嶋が『福投手も、きっと大丈夫』と書いたサインボールをスタンドの中日ファンに投げ込んでいたことを明かし、「三嶋さんはヒーローでは言わなかったので、『僕は逆にヒーローで言おう』と決めた」とコメントしている。

## 選手としての特徴
2018年オフに阿波野との相談の末、セットポジションの際、右足を一塁側に大きく踏み出して構えるフォームになった。その後、2019年シーズン中のセ・パ交流戦で和田毅や比嘉幹貴の投球を見学した末に、和田のようにテイクバックを体に隠し、比嘉のように腕を下げ、1足分インステップして投げるフォームになった。このフォームによって、右打者の内角に厳しく投げ込みやすくなったといい、2019年は対右打者相手に被打率.158という結果が出ている。対右打者の被打率は50イニング以上投げた左の中継ぎ投手の中では2位の好成績である。一方で対左打者は被打率.256と打ち込まれており、左打者の内角を突けるスクリューボールやツーシームの習得に励んでいる。

## 詳細情報

### 年度別投手成績
| 年 度     | 球 団     | 登 板 | 先 発 | 完 投 | 完 封 | 無 四 球 | 勝 利 | 敗 戦 | セ 丨 ブ | ホ 丨 ル ド | 勝 率 | 打 者 | 投 球 回 | 被 安 打 | 被 本 塁 打 | 与 四 球 | 敬 遠 | 与 死 球 | 奪 三 振 | 暴 投 | ボ 丨 ク | 失 点 | 自 責 点 | 防 御 率 | W H I P |
| --------- | --------- | ----- | ----- | ----- | ----- | -------- | ----- | ----- | -------- | ----------- | ----- | ----- | -------- | -------- | ----------- | -------- | ----- | -------- | -------- | ----- | -------- | ----- | -------- | -------- | ------- |
| 2016      | 中日      | 27    | 1     | 0     | 0     | 0        | 1     | 2     | 0        | 4           | .333  | 186   | 43.1     | 42       | 1           | 18       | 0     | 3        | 31       | 2     | 0        | 26    | 23       | 4.78     | 1.38    |
| 2017      | 中日      | 5     | 0     | 0     | 0     | 0        | 0     | 0     | 0        | 0           | .---  | 27    | 5.2      | 8        | 2           | 2        | 0     | 0        | 7        | 0     | 0        | 6     | 5        | 7.94     | 1.76    |
| 2018      | 中日      | 1     | 0     | 0     | 0     | 0        | 0     | 0     | 0        | 0           | .---  | 2     | 0.1      | 0        | 0           | 1        | 0     | 0        | 0        | 0     | 0        | 0     | 0        | 0.00     | 3.00    |
| 2019      | 中日      | 52    | 0     | 0     | 0     | 0        | 2     | 0     | 0        | 18          | 1.000 | 216   | 52.2     | 39       | 3           | 16       | 0     | 2        | 53       | 0     | 0        | 13    | 12       | 2.05     | 1.03    |
| 2020      | 中日      | 53    | 0     | 0     | 0     | 0        | 5     | 5     | 2        | 25          | .500  | 217   | 50.2     | 43       | 4           | 23       | 0     | 1        | 39       | 1     | 0        | 24    | 20       | 3.55     | 1.30    |
| 2021      | 中日      | 57    | 0     | 0     | 0     | 0        | 2     | 2     | 0        | 20          | .500  | 185   | 45.1     | 37       | 4           | 15       | 2     | 3        | 38       | 1     | 0        | 16    | 16       | 3.18     | 1.15    |
| 2022      | 中日      | 36    | 0     | 0     | 0     | 0        | 2     | 2     | 0        | 3           | .500  | 123   | 27.2     | 25       | 3           | 12       | 2     | 2        | 25       | 1     | 0        | 15    | 14       | 4.55     | 1.34    |
| 2023      | 中日      | 29    | 0     | 0     | 0     | 0        | 1     | 0     | 0        | 12          | 1.000 | 76    | 17.2     | 12       | 1           | 8        | 2     | 1        | 15       | 0     | 0        | 8     | 5        | 2.55     | 1.13    |
| 2024      | 中日      | 13    | 0     | 0     | 0     | 0        | 0     | 0     | 0        | 0           | .---  | 46    | 11.2     | 4        | 0           | 8        | 0     | 0        | 7        | 0     | 0        | 2     | 2        | 1.54     | 1.03    |
| 通算：9年 | 通算：9年 | 273   | 1     | 0     | 0     | 0        | 13    | 11    | 2        | 82          | .542  | 1078  | 255.0    | 210      | 18          | 103      | 6     | 12       | 215      | 5     | 0        | 110   | 97       | 3.42     | 1.23    |

- 2024年度シーズン終了時

### 年度別守備成績
| 年 度 | 球 団 | 投手  | 投手  | 投手  | 投手  | 投手  | 投手     |
| 年 度 | 球 団 | 試 合 | 刺 殺 | 補 殺 | 失 策 | 併 殺 | 守 備 率 |
| ----- | ----- | ----- | ----- | ----- | ----- | ----- | -------- |
| 2016  | 中日  | 27    | 0     | 7     | 0     | 0     | 1.000    |
| 2017  | 中日  | 5     | 0     | 2     | 0     | 0     | 1.000    |
| 2018  | 中日  | 1     | 0     | 0     | 0     | 0     | ----     |
| 2019  | 中日  | 52    | 1     | 9     | 0     | 0     | 1.000    |
| 2020  | 中日  | 53    | 1     | 9     | 2     | 1     | .833     |
| 2021  | 中日  | 57    | 3     | 6     | 0     | 0     | 1.000    |
| 2022  | 中日  | 36    | 0     | 5     | 0     | 0     | 1.000    |
| 2023  | 中日  | 29    | 0     | 2     | 0     | 0     | 1.000    |
| 2024  | 中日  | 13    | 1     | 2     | 0     | 0     | 1.000    |
| 通算  | 通算  | 273   | 6     | 42    | 2     | 1     | .960     |

- 2024年度シーズン終了時

### タイトル
- 最優秀中継ぎ投手：1回（2020年）

### 記録
初記録
投手記録
- 初登板：2016年3月26日、対阪神タイガース2回戦（京セラドーム大阪）、8回裏二死に5番手で救援登板・完了、1/3回無失点[1][52]
- 初先発登板：2016年3月31日、対広島東洋カープ3回戦（ナゴヤドーム）、3回2/3を5失点で勝敗つかず
- 初奪三振：同上、4回表に石原慶幸から見逃し三振
- 初勝利：2016年5月7日、対読売ジャイアンツ5回戦（東京ドーム）、1回裏一死に2番手で救援登板、4回2/3を1失点
- 初ホールド：2016年5月10日、対横浜DeNAベイスターズ7回戦（横浜スタジアム）、6回裏に2番手で救援登板、1回無失点
- 初セーブ：2020年10月21日、対横浜DeNAベイスターズ20回戦（ナゴヤドーム）、9回表に4番手で救援登板・完了、1回無失点

打撃記録
- 初安打・初打点：2016年5月7日、対読売ジャイアンツ5回戦（東京ドーム）、2回表に今村信貴から一塁適時内野安打

### 背番号
- 34（2016年[9] - 2017年、2018年7月19日[15] - ）
- 234（2018年[12] - 2018年7月18日）